# 彭衍堂
彭衍堂（？—？），广东陆丰人，監生出身。清朝政治人物。

## 生平
彭衍堂曾于道光九年接替胡之鋘任龙岩州知州一职，道光十年由袁曦业接任。道光十一年再次担任。道光十五年、十六年再次担任龙岩州知州。